# Leon (Iowa)
Leon település az Amerikai Egyesült Államok Iowa államában, Decatur megyében, melynek megyeszékhelye is. Lakosainak száma 1822 fő (2020. április 1.).
A települést a megye megalakulásának részeként szervezték meg 1850. április 1-jén. 1855-ben nevezzék át Leonra David Camden de Leon tiszteletére.
Hivatalosan 1858-ban várossá nyilvánították. Szállítási pont (rakodó állomás) volt a Chicago, Burlington és Quincy vasútvonalon.

## Népesség
A település népességének változása:

| 2010 | 1 977 |
| 2020 | 1 822 |